# Cwitocha
Cwitocha (ukr. Цвітоха) – wieś na Ukrainie, w obwodzie chmielnickim, w rejonie szepetowskim, w hromadzie Ułaszaniwka. W 2001 liczyła 926 mieszkańców, spośród których 902 wskazało jako ojczysty język ukraiński, 22 rosyjski, 1 białoruski, a 1 polski.